# Província de Lebap
La província de Lebap (turcman: Lebap welaýaty, rus: Лебапский велаят) és una de les províncies (Welayatlar) del Turkmenistan. Està localitzada al nord-est país, fent frontera amb l'Uzbekistan. La seva capital és Türkmenabat. Té una població d'1.034.700 habitants i ocupa una superfície de 94.000 km².
En aquesta província s'hi troben la reserva del desert de Repetek i la reserva natural de Kugitang.